# Marina gracillima
Marina gracillima är en ärtväxtart som först beskrevs av Sereno Watson, och fick sitt nu gällande namn av Rupert Charles Barneby. Marina gracillima ingår i släktet Marina och familjen ärtväxter. Inga underarter finns listade i Catalogue of Life.